# Peso gallo
Peso gallo es una categoría competitiva del boxeo y otros deportes de combate, que agrupa a competidores de poco peso. En el boxeo profesional, la categoría abarca a los púgiles que pesan más de 52,163 kg (115 lb) y menos de 53,525 kg (118 lb). En el boxeo aficionado (varones mayores), la categoría abarca a los boxeadores que pesan más de 51 kg (112,44 lb) y menos de 54 kg (119,05 lb).
En el boxeo profesional, la categoría inmediata anterior es el peso supermosca, y la inmediata superior el peso supergallo. En el boxeo aficionado, la categoría inmediata anterior es el peso mosca, y la inmediata superior el peso pluma.
El peso gallo es una de las ocho categorías tradicionales del boxeo: mosca, gallo, pluma, ligero, wélter, mediano, mediopesado y pesado.
Otros deportes de combate tienen también categorías denominadas «peso gallo», como la lucha y el kick boxing.

## Historia
Los límites del peso gallo se fueron modificando con el tiempo. Hasta 1909, todos los competidores con peso inferior a pluma eran peso gallo. El primer campeonato de peso gallo con guantes se realizó entre Chappie Moran y Tommy Kelly en 1889. En ese momento, el límite de la categoría era de 110 lb (49,89 kg). En 1910, los británicos establecieron el límite en las 118 lb (53,5 kg), que mantuvo desde entonces el boxeo profesional.

## Mujeres y cadetes
En el boxeo profesional no existen diferencias entre varones y mujeres, en lo relativo a los límites entre las categorías, con la aclaración que en las mujeres no existe la categoría de peso superpesado y, por tanto, la categoría máxima en ellas es peso pesado.
En el boxeo aficionado sí existen diferencias en los límites de las categorías, entre los varones mayores (sénior y júnior), con respecto a las mujeres y los cadetes (menores de edad). En el caso del boxeo femenino, la categoría gallo es la siguiente:
- Límite inferior: 48 kg.
- Límite superior: 51 kg.

## Campeones mundiales profesionales
| Campeones mundiales de peso gallo | Campeones mundiales de peso gallo | Campeones mundiales de peso gallo | Campeones mundiales de peso gallo | Campeones mundiales de peso gallo | Campeones mundiales de peso gallo |
| Asociación                        | Desde                             | Campeón                           | País                              | Récord                            | Defensas                          |
| --------------------------------- | --------------------------------- | --------------------------------- | --------------------------------- | --------------------------------- | --------------------------------- |
| WBA                               | 7 de noviembre de 2019            | Naoya Inoue                       | Japón                             | 24-0 (21 KO)                      | 5                                 |
| WBC                               | 6 de junio de 2022                | Naoya Inoue                       | Japón                             | 24-0 (21 KO)                      | 1                                 |
| IBF                               | 18 de mayo de 2019                | Naoya Inoue                       | Japón                             | 24-0 (21 KO)                      | 6                                 |
| WBO                               | 13 de diciembre de 2022           | Naoya Inoue                       | Japón                             | 24-0 (21 KO)                      | 0                                 |

Actualizado el 13/12/2022

## Campeonas mundiales profesionales
| Campeonas mundiales de peso gallo | Campeonas mundiales de peso gallo | Campeonas mundiales de peso gallo | Campeonas mundiales de peso gallo | Campeonas mundiales de peso gallo | Campeonas mundiales de peso gallo |
| Asociación                        | Desde                             | Campeón                           | País                              | Récord                            | Defensas                          |
| --------------------------------- | --------------------------------- | --------------------------------- | --------------------------------- | --------------------------------- | --------------------------------- |
| FIB Super                         | mayo de 2014                      | Carolina Rodríguez                | Chile                             | 15-0 (1 KO)                       | 3                                 |

Actualizado el 22 de agosto de 2015

## Campeones aficionados

### Campeones olímpicos
- Juegos Olímpicos de 1904:  Oliver Kirk (USA)
- Juegos Olímpicos de 1908:  A. Henry Thomas (GBR)
- Juegos Olímpicos de 1920:  Clarence Walker (RSA)
- Juegos Olímpicos de 1924:  William Smith (RSA)
- Juegos Olímpicos de 1928:  Vittorio Tamagnini (ITA)
- Juegos Olímpicos de 1932:  Horace Gwynne (CAN)
- Juegos Olímpicos de 1936:  Ulderico Sergo (ITA)
- Juegos Olímpicos de 1948:  Tibor Csík (HUN)
- Juegos Olímpicos de 1952:  Pentti Hämäläinen (FIN)
- Juegos Olímpicos de 1956:  Wolfgang Behrendt (EUA)
- Juegos Olímpicos de 1960:  Oleg Grigoryev (URS)
- Juegos Olímpicos de 1964:  Takao Sakurai (JPN)
- Juegos Olímpicos de 1968:  Valeriy Sokolov (URS)
- Juegos Olímpicos de 1972:  Orlando Martínez (CUB)
- Juegos Olímpicos de 1976:  Gu Yong-Ju (PRK)
- Juegos Olímpicos de 1980:  Juan Hernández (CUB)
- Juegos Olímpicos de 1984:  Maurizio Stecca (ITA)
- Juegos Olímpicos de 1988:  Kennedy McKinney (USA)
- Juegos Olímpicos de 1992:  Joel Casamayor (CUB)
- Juegos Olímpicos de 1996:  István Kovács (HUN)
- Juegos Olímpicos de 2000:  Guillermo Rigondeaux (CUB)
- Juegos Olímpicos de 2004:  Guillermo Rigondeaux (CUB)
- Juegos Olímpicos de 2008:  Enjbatyn Badar-Uugan (MGL)
- Juegos Olímpicos de 2012:  Luke Campbell (GBR)
- Juegos Olímpicos de 2016:  Robeisy Ramírez (CUB)

### Juegos Panamericanos (medallas de oro)
- Juegos Panamericanos de 1951:  Ricardo González (ARG)
- Juegos Panamericanos de 1955:  Salvador Enríquez (VEN)
- Juegos Panamericanos de 1959:  Waldo Claudiano (BRA)
- Juegos Panamericanos de 1963:  Abel Almaraz (ARG)
- Juegos Panamericanos de 1967:  Juvencio Martínez (MEX)
- Juegos Panamericanos de 1971:  Pedro Flores (MEX)
- Juegos Panamericanos de 1975:  Orlando Martínez (CUB)
- Juegos Panamericanos de 1979:  Jackie Beard (EUA)
- Juegos Panamericanos de 1983:  Manuel Vílchez (VEN)
- Juegos Panamericanos de 1987:  Manuel Martínez (CUB)
- Juegos Panamericanos de 1991:  Enrique Carrión (CUB)
- Juegos Panamericanos de 1995:  Juan Despaigne (CUB)
- Juegos Panamericanos de 1999:  Gerald Tucker (EUA)
- Juegos Panamericanos de 2003:  Guillermo Rigondeaux (CUB)

## Boxeadores destacados en la categoría peso gallo
- Jesús «Chucho» Castillo
- Monte Attell
- Fabrice Benichou
- Panamá Al Brown
- Frankie Conley
- Kiko Martínez
- Tony Canzoneri
- Jimmy Carruthers
- Benny «Irish» Cohen
- Joe Lynch
- Sixto Escobar
- Luisito Espinosa
- Éder Jofre
- Alphonse Halimi
- Fighting Harada
- Pete Herman
- Miguel «Happy» Lora
- Rubén Olivares
- Manuel Ortiz
- Lionel Rose
- Charlie Phil Rosenberg
- Isadore «Corporal Izzy» Schwartz
- Charles «Bud» Taylor
- Alfonso Zamora
- Carlos Zárate
- Jeff Chandler
- Orlando Canizales
- Naseem Hamed
- Tyler Kennedy
- Akhil Kumar
- Fernando Montiel

## Peso gallo enkick boxing
- La International Kickboxing Federation (IKF) establece que el peso gallo en este deporte, tanto para profesionales como para aficionados, abarca a los luchadores que pesan entre 53,22 kg (117.1 lb) y 55,45 kg (122 lb).